# Abstammungsnachweis (Pferd)
Ein Abstammungsnachweis für Pferde sind Zuchtpapiere für Pferde, die vom zuständigen Zuchtverband ausgestellt werden.
Voraussetzung für einen Abstammungsnachweis ist, dass beide Elterntiere bei dem betreffenden Zuchtverband in das Zuchtbuch eingetragen sind. Der Abstammungsnachweis enthält einen Stammbaum des Pferdes.
Der Abstammungsnachweis ist in Deutschland im Equidenpass integriert. Die Eigentumsurkunde für Pferde ist kein Abstammungsnachweis.
In der Schweiz heißt das Dokument Abstammungsschein.